# Одноруково
Одноруково — деревня в Новодугинском районе Смоленской области России. Входит в состав Тесовского сельского поселения. Население — 10 жителей (2007 год). 
Расположена в северо-восточной части области в 17 км к юго-востоку от Новодугина, в 22 км восточнее автодороги Р134 «Старая Смоленская дорога» Смоленск — Дорогобуж — Вязьма — Зубцов. В 18 км северо-западнее деревни расположена железнодорожная станция Новодугино на линии Вязьма — Ржев. 

## История
В годы Великой Отечественной войны деревня была оккупирована гитлеровскими войсками в октябре 1941 года, освобождена в марте 1943 года.